# Bucyrus (Ohio)
Bucyrus ist eine City im Norden des US-Bundesstaates Ohio. Sie liegt etwa 45 km westlich von Mansfield am Sandusky River. Sie ist die größte Stadt im Crawford County und dessen Verwaltungssitz (County Seat). Das U.S. Census Bureau ermittelte bei der Volkszählung 2020 eine Einwohnerzahl von 11.684.
Der Lincoln Highway, der später ein Teil des U.S. Highway 30 wurde, führt seit 1913 entlang der Mansfield Street durch die Stadt. 1971 entstand eine Umgehungsstraße für Kraftfahrzeuge, die nördlich an der Stadt vorbeiführt. Die vierstreifigen Autobahnzubringer westlich und östlich der Stadt, die den alten zweistreifigen Lincoln Highway ersetzten, wurden erst im Jahr 2005 fertiggestellt.

## Geschichte
Die erste Gruppe weißer Siedler, insgesamt 17 Personen unter Führung von Samuel Norton aus Pennsylvania, ließ sich 1819 an der Stelle des heutigen Bucyrus nieder. Sie erbaute eine Blockhütte am Südufer des Sandusky an einer Stelle, wo sie einen verlassenen indianischen Wigwam vorfanden. Im Jahr darauf erwarb Norton das Landpatent auf 400 Acre, um darauf eine Farm zu errichten. Zu dieser Zeit erkundete der Landvermesser James Kilbourne die Gegend für den anstehenden Bau einer Straße von Columbus zum Eriesee. Kilbourne erkannte die günstige Lage von Nortons Siedlungsplatz und überredete Norton dazu, sein Land statt zur Landwirtschaft zur Gründung einer Stadt zu nutzen. Am 22. Februar 1822 ließen sie die neue Siedlung im Kataster eintragen und begannen im April mit dem Verkauf des Landes, das in 176 Parzellen eingeteilt worden war; ein Viertel der Erlöse behielt Kilbourne ein.
Der Ursprung des Namens Bucyrus ist strittig. Gemäß der Version seiner Nachkommen war Norton ein Bewunderer des persischen Königs und Feldherrn Kyros II. (engl. Cyrus) und fügte dessen Namen die erste Silbe des Wortes beautiful („schön“) an. Plausibler ist die Erklärung, dass sich der Name auf die antike ägyptische Stadt Busiris bezieht, die etwa in John Miltons Paradise Lost erwähnt wird. Tatsächlich erscheint der Ort im Gazetteer Ohios aus dem Jahr 1825 noch als Busiris.
Die neue Siedlung wuchs recht schnell. Am Sandusky wurde eine erste Getreidemühle erbaut, 1823 das erste Wirtshaus eröffnet. Samuel Norton betrieb zunächst eine kleine Gerberei, ab 1834 dann ein Hotel. Einer der Haupterwerbszweige in Bucyrus war in diesen Jahren der Handel mit den Indianern, insbesondere der verbotene Verkauf von Alkohol, wie eine Vielzahl von Bußgeldbescheiden im Stadtarchiv bezeugt.  Methodistische Wanderprediger suchten die Stadt häufig auf, bis 1831 mit dem Bau einer eigenen, ebenfalls methodistischen Kirche begonnen wurde. 1829 gründete sich auch eine lutherische Gemeinde, die 1837 ein eigenes Gotteshaus erbaute. In den folgenden Jahren stellten Deutsche, zumeist ebenfalls Lutheraner, die größte Einwanderergruppe; 1857 spalteten sie sich von der ursprünglichen Gemeinde ab und erbauten eine eigene, deutschsprachige Kirche, deren Gemeinde bis weit in das 20. Jahrhundert die größte der Stadt war.

Ab 1853 lag Bucyrus auf der Strecke der Ohio and Indiana Railroad

1832 wurde Bucyrus Verwaltungssitz des Crawford County. Im Jahr darauf wurde der Ort als eigenständige politische Verwaltungseinheit in der Rechtsform eines village eingetragen und der erste Bürgermeister gewählt. 1886 wurde Bucyrus der Stadtstatus (City) zuerkannt. 1853 wurde der Streckenabschnitt der Ohio and Indiana Railroad (die 1856 Teil der Pittsburgh, Fort Wayne and Chicago Railway und 1871 Teil eines Holdings der Pennsylvania Railroad wurde) nach Bucyrus fertiggestellt und der Ort somit an das schnell expandierende Eisenbahnnetz angeschlossen, was sein Wachstum noch beschleunigte.
Heute ist Bucyrus vor allem für sein jährlich im August stattfindendes Bratwurst-Festival bekannt, das mehr als 9000 Besucher anzieht. Es ist ein Erbe der zahlreichen deutschen Einwanderer in dieser Region. In ihrem Internetauftritt bezeichnet sich die Stadt als „Bratwurst-Welthauptstadt.“